# Czernomorec-Burgas-Byłgarija
Czernomorec-Burgas-Bułgaria – bułgarski klub piłkarski założony w 2001 roku jako Conegliano German. Od początku istnienia sponsorem drużyny jest włoska firma budowlana z Conegliano.
Klub w sezonie 2004-2005 występował w II lidze. Pierwszy awans do ekstraklasy wywalczył rok później dzięki zwycięstwu w dwumeczu barażowym z Maricą Płowdiw.
Na kilka dni przed rozpoczęciem rozgrywek 2006-2007 prezes klubu połączył Conegliano z Czernomorcem Burgas, którego również jest właścicielem. Czernomorec, do niedawna grający w III lidze, ma znacznie większe tradycje piłkarskie.
Nowy sezon klub zainaugurował jako Czernomorec Burgas/Sofia (w nazwie występowały dwa miasta położone na dwu różnych krańcach Bułgarii). Podobnie jak i Conegliano, swoją siedzibę miał w podsofijskiej miejscowości German. Jednak rozgrywki nie były dla kibiców, piłkarzy i trenerów klubu udane; zespół zajął ostatnie miejsce w tabeli, zremisował tylko jedno spotkanie (resztę - 29 - przegrał) i pożegnał się z ekstraklasą z najgorszym w historii dorobkiem punktowym (-2) oraz bramkowym (131 goli straconych).
Poważne kłopoty finansowe spowodowały, że drużyna nie przystąpiła w sezonie 2007-2008 do rozgrywek drugoligowych. Po zmianie nazwy na Czernomorec-Burgas-Bułgaria będzie walczyła na boiskach piątej ligi.

## Sukcesy
- awans do ekstraklasy: w sezonie 2005-2006

## Stadion
W II lidze Conegliano rozgrywało swoje mecze na sofijskim Stadionie Akademickim, który jednak nie spełnia wymogów pierwszoligowych. Tymczasowym obiektem klubu jest Stadion Narodowy im. Wasyla Lewskiego, dotychczas zarezerwowany dla spotkań reprezentacji A i U-21.